# Jour sans ombre

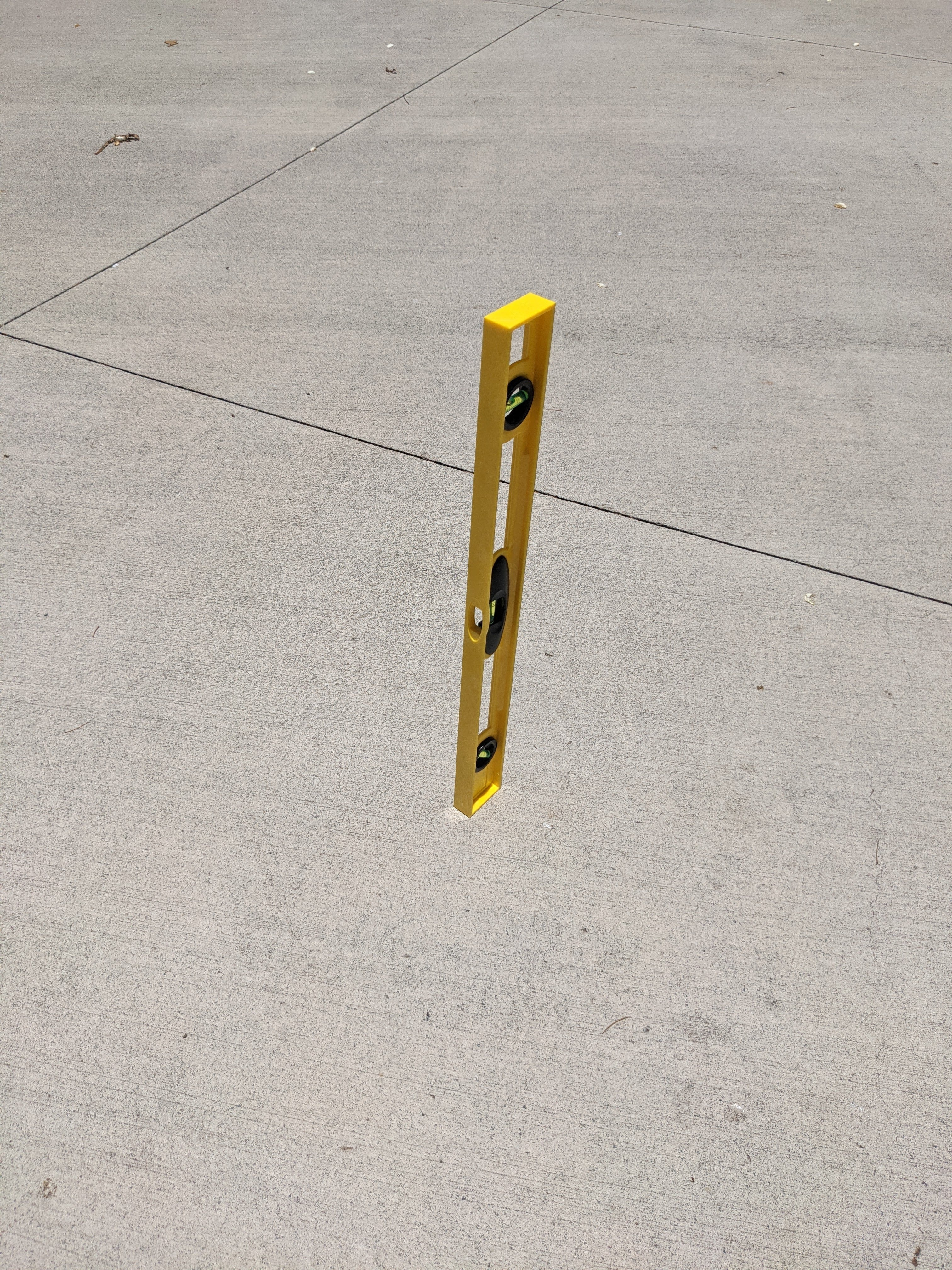
Un niveau à bulle photographié durant le « jour sans ombre » à Hawaï.

Le « jour sans ombre » (zero shadow day), également connu sous le nom de Lāhainā Noon à Hawaï, est un phénomène solaire tropical semestriel lorsque le Soleil culmine au zénith au midi solaire, passant directement au-dessus.
En conséquence, les rayons du soleil tombent exactement à la verticale par rapport à un objet au sol et ne projetteront aucune ombre observable. Lorsque cela se produit à un endroit donné, cet emplacement est le point subsolaire de la Terre.
Un jour d'ombre nulle se produit deux fois par an pour les endroits sous les tropiques (entre le tropique du Cancer à environ 23,4° de latitude N et le tropique du Capricorne à environ 23,4° S) lorsque la déclinaison du Soleil devient égale à la latitude du lieu, de sorte que la date varie selon le lieu.
Le terme Lāhainā Noon a été inventé par le musée Bishop d'Hawaï, sur la base du mot hawaïen Lāhainā ( « soleil cruel ») qui a aussi donné son nom à la ville de Lahaina.

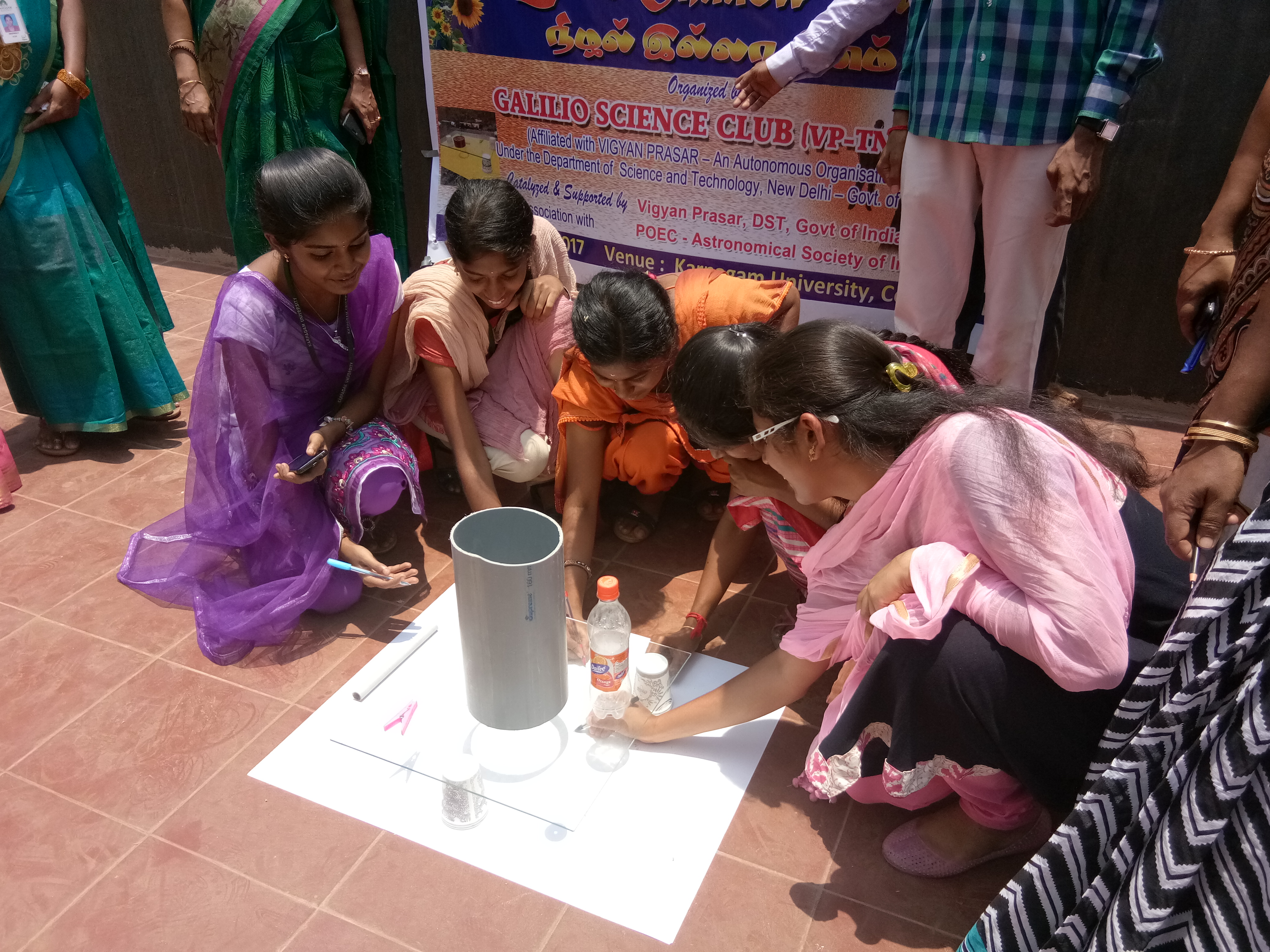
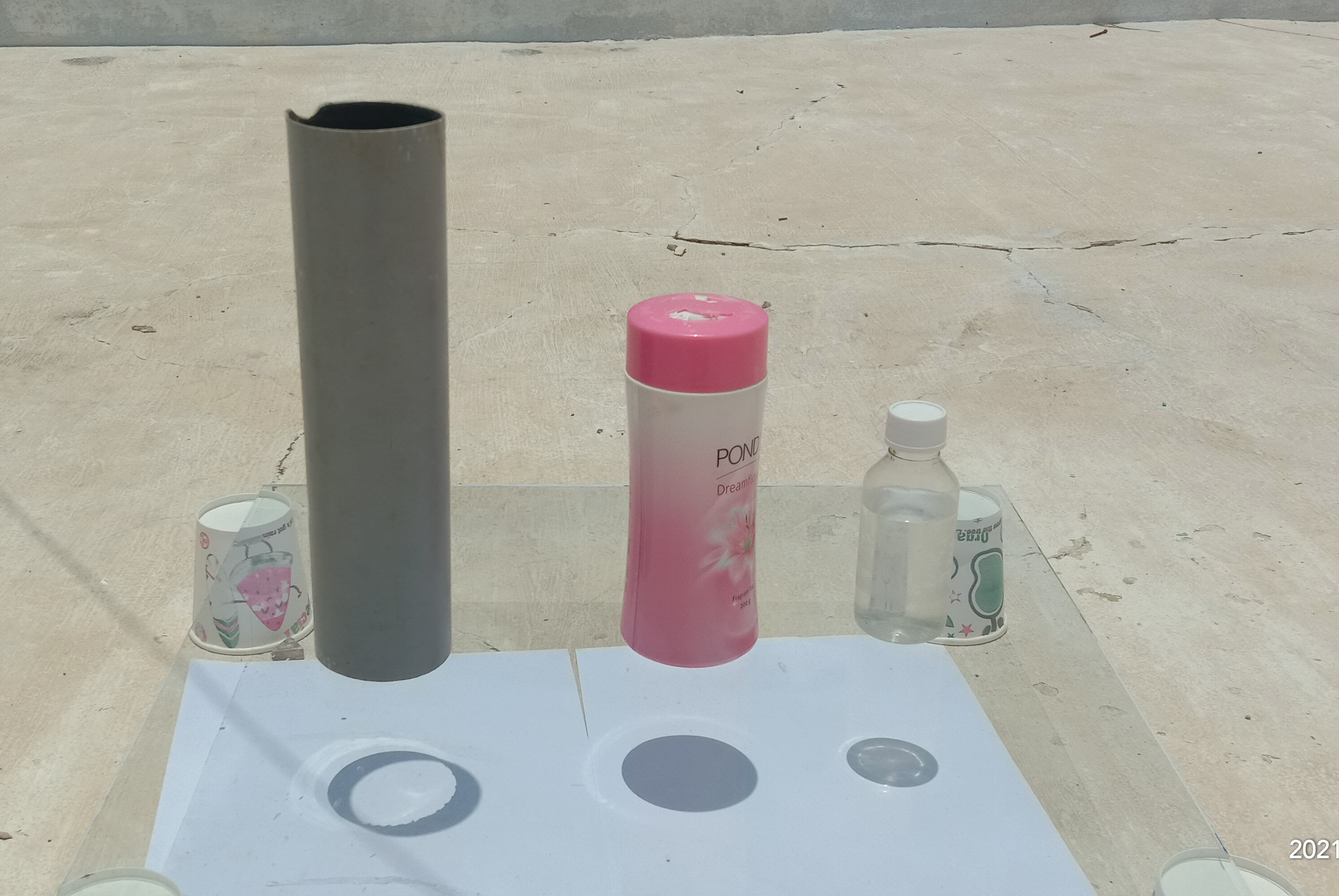
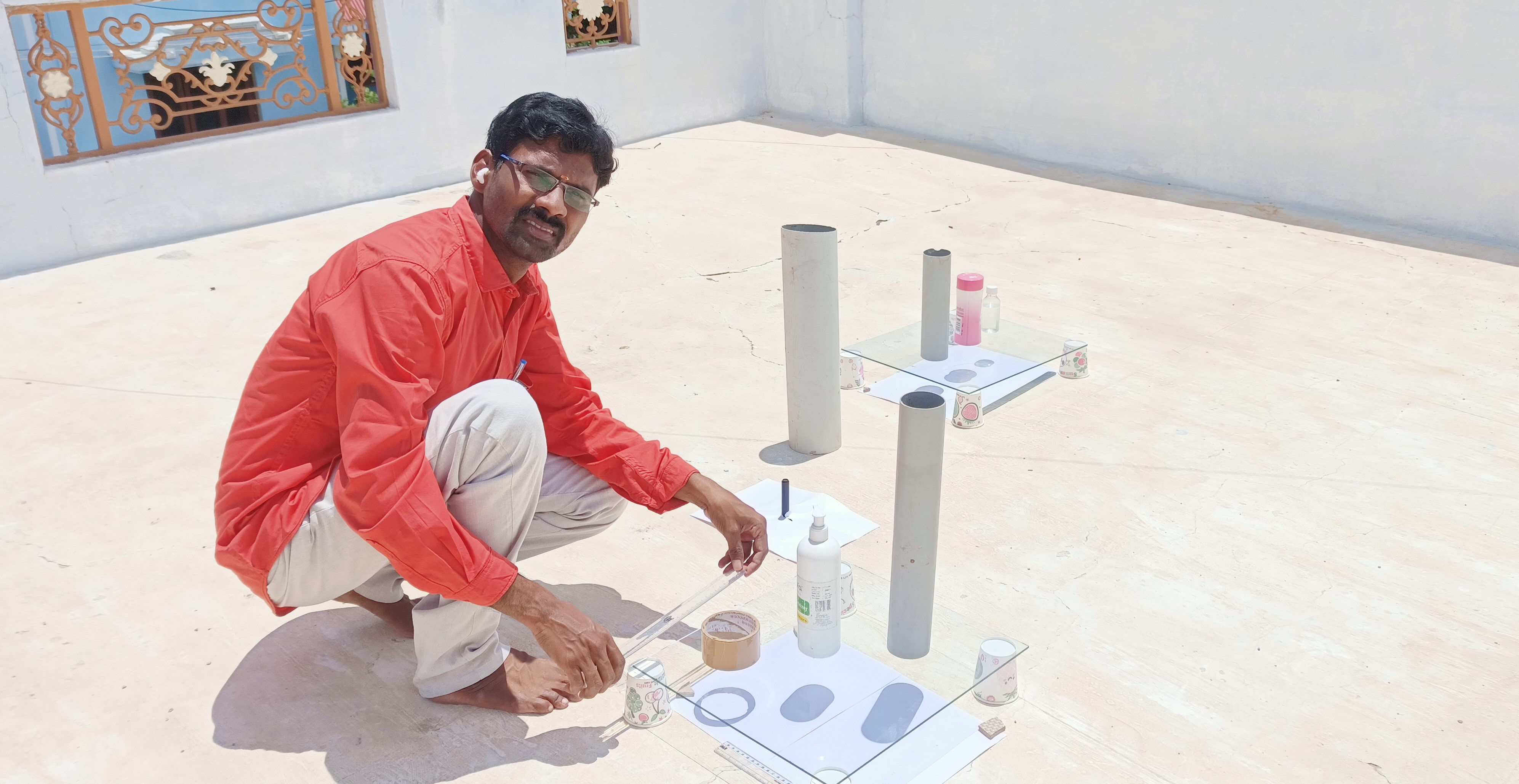
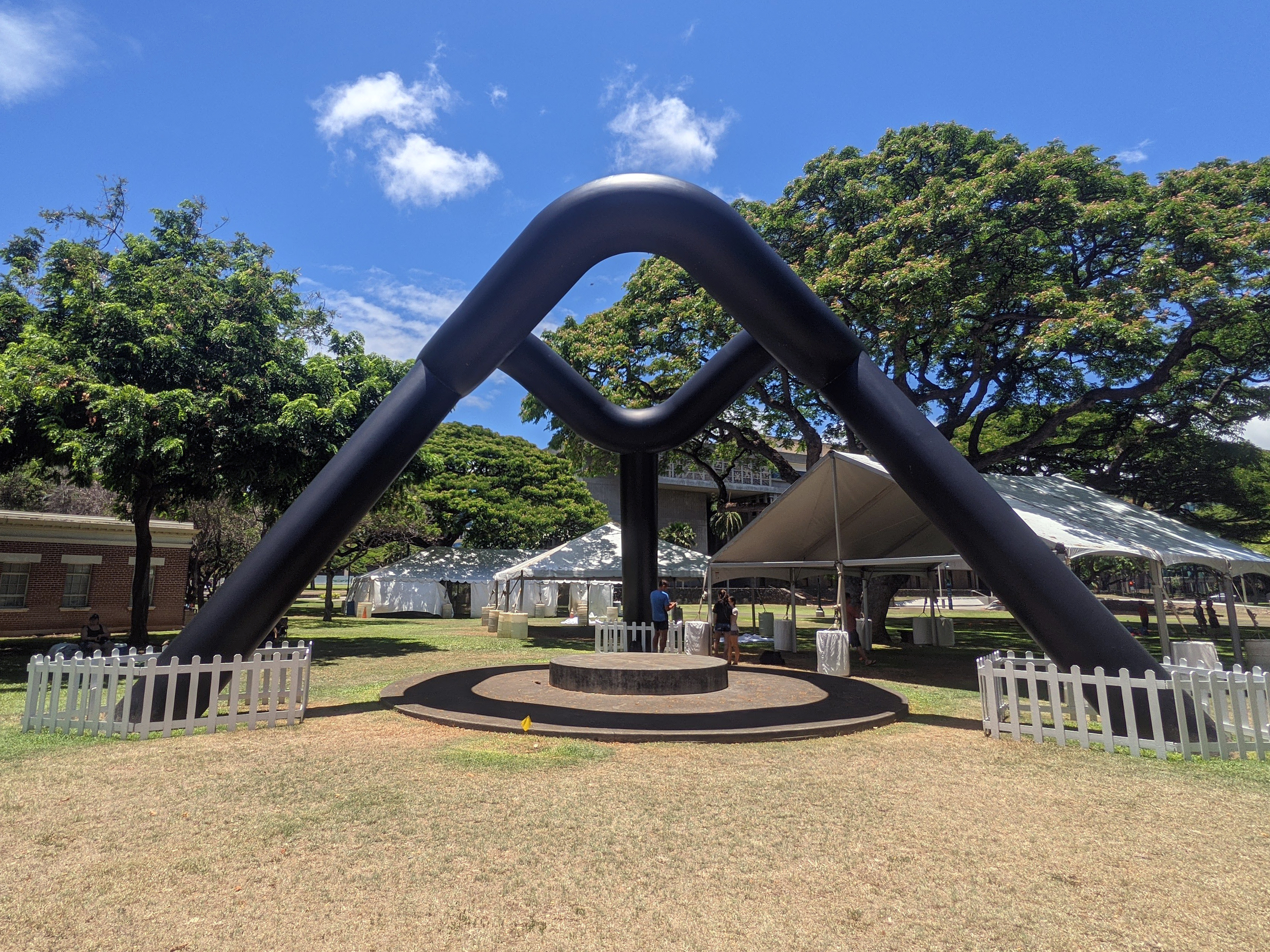